# Macacona
Macacona es un distrito del cantón de Esparza, en la provincia de Puntarenas, de Costa Rica.

## Geografía
Macacona cuenta con un área de 34,13 km² y una altitud media de 243 m s. n. m.

## Demografía
Para el año 2022, Macacona cuenta con una población estimada de 8149 habitantes, y para el último censo efectuado, en 2011, Macacona contaba con una población de 4742 habitantes.

## Localidades
- Barrios: Marañonal (parte).
- Poblados: Bruselas, Guapinol, Nances, San Roque.

## Transporte

### Carreteras
Al distrito lo atraviesan las siguientes rutas nacionales de carretera:
- Ruta nacional 1
- Ruta nacional 131
- Ruta nacional 742